# Рагби 15 репрезентација Чилеа
Рагби јунион репрезентација Чилеа је рагби јунион тим који представља Чиле у овом екипном спорту. Боје дреса Чилеа су црвена, плава и бела, а њихова репрезентација има надимак "Кондори". Рагби се у Чилеу игра још од прве половине 20. века.

## Тренутни састав
Франсиско Деформес
Хорхе Полак
Пабло Паскуали
Кристофер Браун
Себастијан Гајардо
Николас Венегас
Родриго Кода
Патрисио Дезмонд
Хозе Олаве
Серђио Де Ла Фуенте
Хуан Пабло Гузман
Пабло Крумел
Родриго Лаказие
Себастијан Гарсиа
Сантијаго Золези
Себастијан Берти
Николас Арансибиа
Кристијан Онето
Едмундо Олфос
Фелипе Граел
Кристобал Берти
Лукас Секаторе
Франсиско Круз
Рафаел Бочиа